# Dawud Ajjub
Dawud Ajjub (pers. ‏داوود ایوب‎) – irański zapaśnik w stylu klasycznym. Złoty medalista mistrzostw Azji w 1983. Trzecie miejsce w Pucharze Świata w 1976 roku. Startował w kategorii plus 100 kg.